# Лян Линцзань
 Лян Линцза́нь  (кит. трад.  梁令瓚, упр. 梁令瓒, пиньинь Liáng Lìngzàn, VIII век) — китайский астроном, математик, инженер и художник времён империи Тан.

## Биография
Лян Лин-цзань, уроженец юго-запада страны (провинция Сычуань), в 1-й половине периода правления императора Сюань-цзуна занимал пост придворного астролога.
Лян Линцзян вместе с Исином соорудил армиллярную сферу, состоявшую из семи различных колец и на которой, в отличие от ранее создававшихся конструкций, было дополнительно использовано кольцо небесной широты. В 725 году они изготовили бронзовый небесный глобус, на поверхности которого были выгравированы изображения созвездий и небесного экватора. Это устройство представляло собой комбинацию астрономического инструмента и часов, причём это были первые механические часы, хотя и с водяным приводом. Устройство приводилось в действие водой и делало полный оборот за сутки, точно согласуя своё движение с реальным движением небесных светил. С небесным глобусом были соединены с помощью привода два зубчатых кольца, на одном из которых был установлен шарик, обозначавший Солнце, а на другом — Луну. При одном обороте небесного глобуса шарик-Солнце перемещался в обратном направлении на один градус, а шарик-Луна — на 13 и 7/9 градуса. Кроме того, к глобусу были присоединены посредством системы зубчатых передач две деревянные фигуры, одна из которых каждые четверть часа автоматически ударяла по барабану, а другая — каждый час ударяла в колокол.
Также Лян Линцзань считается основоположником разновидности фигуративной живописи, имеющей название «гуй — шэнь», («духи и божества» — живописные образы богов низовых верований и культов, не входивших в собственно даосийскую и буддийскую мифологию). Эта тематическая разновидность выделяется в качестве подраздела в рамках более широкой живописной тематики, имеющей название жэнь-у (хуа), «(живопись/изображения) фигур». Самое известное произведение «гуй-шэнь» — это хранящееся в музее изобразительного искусства города Осака, свиток «У син эршиба сю шэнь син/Облик божеств пяти звезд и двадцати восьми созвездий», 24,5 х489,7 см, шелк, тушь, краски. На рисунке изображены владыки пяти планет (в китайском терминологии «пять звезд») и духи 28 зодиакальных созвездий. Одни персонажи показаны в антропоморфном облике с отдельными фантастическими чертами, другие — в виде мифологических существ и чудовищ. Свиток традиционно приписывается художнику Чжан Сэнъяо, однако по ряду причин у исследователей есть сомнения в его принадлежности этому художнику.

Свиток «Пять планет и двадцать восемь созвездий»